# Imeritsitosika
Imeritsitosika – miasto i gmina w środkowym Madagaskarze, w dystrykcie Arivonimamo. Według spisu powszechnego z 2018 roku liczy blisko 70 tys. mieszkańców. 
Gospodarka zdominowana jest przez hodowlę bydła, oraz uprawę ryżu i manioku. 